# Baiyan, Sichuan
Baiyan (kinesiska: 白岩乡, 白岩) är en socken i Kina. Den ligger i provinsen Sichuan, i den sydvästra delen av landet, omkring 200 kilometer sydväst om provinshuvudstaden Chengdu. Antalet invånare är 7 145. Befolkningen består av 3 354 kvinnor och 3 791 män. Barn under 15 år utgör 14,0 %, vuxna 15-64 år 75 %, och äldre över 65 år 10,0 %.
Genomsnittlig årsnederbörd är 1 227 millimeter. Den regnigaste månaden är juli, med i genomsnitt 264 mm nederbörd, och den torraste är januari, med 8 mm nederbörd.